# 38-я гвардейская стрелковая дивизия
38-я гвардейская стрелковая Лозовская Краснознамённая дивизия — воинское формирование (соединение, стрелковая дивизия) РККА в Великой Отечественной войне и в послевоенный период.
Условное наименование — войсковая часть полевая почта (в/ч пп) № 06705.
Сокращённое наименование — 38 гв. сд.

## История
Формирование дивизии проводилось в соответствии с директивой заместителя НКО СССР № Орг/2/786742 от 2 августа 1942 года и на основании директивы ВС МВО № 14421 от 3 августа 1942 года, с 1 по 8 августа 1942 года, по штатам № 04/300 — 04/314 в городе Тейково Ивановской области на базе 4-го воздушно-десантного корпуса (8-й, 9-й и 214-й воздушно-десантных бригад), при формировании насчитывала 9300 человек (при штатной численности 10 374 человека). 8-я воздушно-десантная бригада переформирована в 110-й гвардейский стрелковый полк (2517 чел.), 9-я воздушно-десантная бригада переформирована в 113-й гвардейский стрелковый полк, 214-я воздушно-десантная бригада переформирована в 115-й гвардейский стрелковый полк. Остальные части и подразделения (88-й гвардейский артиллерийский полк, отдельный гвардейский учебно-стрелковый батальон, 44-й отдельный пулемётный батальон, 40-й отдельный истребительно-противотанковый дивизион, 42-я отдельная гвардейская зенитная батарея, 39-я отдельная гвардейская разведывательная рота, 43-й отдельный гвардейский сапёрный батальон, 48-я отдельная гвардейская рота связи, 42-я отдельная гвардейская рота химической защиты, 40-я отдельная автомобильная рота подвоза гвардейской стрелковой дивизии, 35-я полевая хлебопекарня гвардейской стрелковой дивизии, 36-й медико-санитарный батальон гвардейской стрелковой дивизии, 37-й ветеринарный лазарет гвардейской стрелковой дивизии, 2155-я полевая почтовая станция и 408-я полевая касса Госбанка) сформированы с нуля. На доукомплектование дивизии были выделены 650 курсантов пулемётных и пехотных военных училищ, специально отобранных для службы в гвардейских частях, и 40 курсантов из МВИУ для сапёрных подразделений.
В составе действующей армии с 15.08.1942 по 13.10.1942, с 28.11.1942 по 28.09.1943, с 19.10.1943 по 26.01.1944 и с 25.02.1944 по 09.05.1945.
с 7 по 10 августа 1942 года части дивизии производили погрузку на станции Тейково (88-й гв. артполк на станции Ильино) для отправки на фронт в состав 1-й гвардейской армии Сталинградского фронта, в район малой излучины Дона. 14 августа 1942 года дивизия начала прибывать на станцию Иловля, к 16 августа выдвинулась на участок станица Ново-Григорьевская, устье реки Иловля, где она должна была оборонять левый берег Дона. К 17.08.1942 года переправилась по понтонным мостам на так называемый Сиротинский плацдарм, с ходу вступила в бой.
22—28.08.1942 участвовала в наступательных боях в районе станицы Сиротинская, наносила удар в направлении Ближней Перекопки, обошла Сиротинскую с севера, 28.08.1942 нанесла удар с северо-запада по станице. Однако взять станицу не удалось, но дивизия достигла большего успеха, чем другие, и завязала в тот день бои за хутора Зимовский и Хмелевский южнее Сиротинской. По отчётам дивизии, с 16 по 28.08.1942 дивизией было уничтожено 120 танков, 7 артиллерийских батарей, 5500 солдат и офицеров и сбито 10 самолётов противника, что очевидно, в целом немало завышено.
01.09.1942 дивизия передала обороняемый участок 41 гв. сд и 343 сд и начала переправляться на левый берег Дона. К 14:00 2 сентября её головные части подошли к Тары (5 км сев. Иловлинская), к 17:00 4.9 в качестве 2-го эшелона армии дивизия вышла на рубеж МТФ (10 км северо-западнее Ерзовка), 1,5 км юго-зап. выс. 141,2 (5 км зап. Ерзовка). С 4 по 11 сентября 1942 года — в ожесточённых наступательных боях на левом фланге армии, в районе балки Сухая Мечётка.
08.09.1942 дивизия была передана в состав 66-й армии Сталинградского фронта. С 12 по 14 сентября совместно с 41 гв. сд вела безуспешные бои за овладение МТФ (14 км зап. Ерзовка). Наступая 18-19 сентября, успеха также не имела. Вновь переданная 17.09.1942 в состав другой армии — 24-й — и снова без смены боевого участка, с 28 сентября дивизия сражалась уже в составе Донского фронта, переименованного из Сталинградского. 1 октября 38 гв. сд отдельными подразделениями занимала передовые окопы противника юго-зап. высоты 128,9, где и вела бой.
11.10.1942 остатки дивизии были сменены частями 116-й стрелковой дивизии, после чего она была направлена в Саратовскую область, Ртищево, где пополнялась до 22.11.1942 года, после чего направилась по железной дороге на станцию Калач. Затем, после марша, заняла позиции в районе села Замостье (Петропавловский район, Воронежская область) на участке от села Подколодновка до хутора Новый Лиман (25 км восточнее Богучара). В ночь на 11.12.1942 года дивизия внезапным ударом выбила с позиций итальянские части и захватила плацдарм на противоположном берегу Дона, до 15.12.1942 удерживала плацдарм на южном берегу Дона, затем 16.12.1942 перешла в наступление, наголову разгромила 9 итальянскую дивизию «Пасубио-Рома» и 22.12.1942 после трёхдневных боев овладела деревней Арбузовка в районе станицы Мешковская Ростовской области, пленив до 7 тысяч солдат и офицеров противника, захватив большие трофеи вооружения, техники, продовольственных и вещевых складов. С конца декабря 1942 до 17.01.1943 года вела бои под Миллерово, участвовала в освобождении города, затем, с 20.01.1943 наступала в составе подвижной группы генерал-лейтенанта Попова через города Лисичанск, Славянск, Артёмовск, Краматорск в ходе Ворошиловградской наступательной операции. В ходе начавшегося контрудара вражеских войск в течение несколько дней обороняла город Барвенково, но 28.02.1943 была вынуждена оставить город, попала в окружение, затем с кровопролитными боями вышла из окружения за реку Северский Донец, сосредоточилась в районе города Изюм, пополнилась личным составом за счёт 5-й и 7-й лыжных бригад и готовила вторую полосу обороны на рубеже: Пименока, Гниловка, Лески. Затем сдала тыльный оборонительный рубеж и маршем прошла на восточный берег реки Северский Донец в район города Чугуева, где приступила к оборудованию жёсткой обороны на левом берегу. В июне 1943 выведена в резерв, подготавливала отсечные и тыльные рубежи обороны северо-восточнее Чугуева в Шевченковском районе, находилась там до начала июля 1943 года.
В середине июля 1943 года дивизия была сосредоточена в районе Червоный Шахтёр, в ночь на 18.07.1943 года дивизия скрытно от противника форсировала Северный Донец и с рассветом атаковала деревню Средняя. В пятидневных ожесточённых боях овладела деревнями Заводской и Средней, и, не имея дальнейшего успеха, перешла к обороне на достигнутых рубежах. В ночь на 09.08.1943 года дивизия сдала полосы обороны частям 195-й стрелковой дивизии и к 13.08.1943 перешла на новый участок в готовности к наступлению в направлении Сухая Каменка.
Участвовала в Донбасской стратегической наступательной операции, прорывала оборону противника, овладела Сухой Каменкой, Перекопом и, продолжая наступление с боями, подошла к Лозовой и с ходу 16.08.1943 овладела станцией и городом. В тяжёлых боях нанесла значительные потери противнику в живой силе и технике, вынуждая его отходить в западном направлении. Преследуя отходящего противника, дивизия, имея только один сводный 110-й гвардейский стрелковый полк, вышла к Днепру в районе Синельниково. В середине сентября 1943 года дивизия была выведена на переформирование в район станции Унеча. После 15-дневного формирования переброшена на Белорусский фронт, участвовала в боях за город Речица и с овладением им — на подступах к Паричи в районе станций Шатилки, Мольча, Чирковичи.
В январе 1944 года, участвуя в Калинковичско-Мозырской операции, понесла большие потери в районе Паричи и 25.01.1944 была выведена в резерв в Курскую область на станцию Свобода. 24.02.1944 года, получив пополнение из 222-го армейского запасного полка, погружена в эшелоны и направлена по эшелоном по маршруту: станция Свобода, Курск, Орёл, Льгов, Конотоп, Киев, Коростень, Олевск, станция Клетув.
После высадки на станции Клетув дивизия совершила наступательный марш (13.03.1944 заняв разведывательным подразделением 113-го гвардейского стрелкового полка Камень-Каширский) и 19.03.1944 года передовыми частями вошла в соприкосновение с противником в районах: Мокраны, Тур, Краска. Отбивая и уничтожая части противника, выдвигающего свои свежие силы для затягивания прорыва, дивизия с хода форсировала реку Припять и канал Турский, углубившись за Припять до 40 км. Встретив здесь упорное сопротивление свежих сил противника, не имея подвоза боеприпасов, дивизия с тяжёлыми боями была вынуждена отойти за реку Припять-Выжувка, где остановила противника и перешла к жесткой обороне на восточном берегу Припять — Выжувка, занимая полосу по фронту до 40 км от деревни Шитынь до Забродзе, имея соседей справа — 160-ю стрелковую дивизию, слева 1-ю стрелковую дивизию.
В ночь с 19 на 20.07.1944 дивизия перешла в наступление. Противник уже начал отводить войска, и дивизия преследовала вражеские войска, преодолевая оставленные им сильные заграждения, особенно минные, связывая боем и уничтожая части противника. Продолжая развивать наступление и преследование противника, дивизия к 7.00 22.07.1944 углубилась на 85 км и вышла на государственную границу СССР на реку Западный Буг в районе города Словатичи, форсировала реку с ходу на подручных средствах и, прорвав оборону противника на западном берегу, продолжила дальнейшее наступление. В ходе наступления за первую неделю боёв было освобождено 225 населённых пунктов, среди них города: Ратно, Домачево, Словатичи. По отчётам дивизии нанесены потери противнику: убито до тысячи солдат и офицеров, уничтожено: 5 орудий, 30 пулемётов, 8 миномётов, захвачено: 45 человек в плен и много трофеев.
Затем дивизия участвовала в окружении и уничтожении Брестской группировки противника, вышла западнее 8 км города Брест, и заняла ряд населённых пунктов, вела ожесточённые бои с частями окружённой группировки, наносившими удар в том числе и в полосе дивизии. 28-29.07.1944 совместными действиями с соседями вся Брестская группировка противника была уничтожена. По отчётам дивизией было уничтожено до 5500 человек и пленено 100 человек, взяты большие трофеи.
30.07.1944 выведена на отдых, находясь во втором эшелоне корпуса, совершила наступательный марш, одновременно прочёсывая местность. В районе Августова (восточнее Варшавы) дивизия 09.08.1944 вновь вошла в соприкосновение с противником, подошла к городу Клуш, вела несколько дней ожесточённые бои за город, затем продолжила наступление и завязла в боях на сильно укреплённом рубеже Беньяминув, Вулька-Радзыминска, Радзымин, неся тяжёлые потери. 18—19.08.1944 вела бои за населённый пункт Ситка. За два месяца непрерывных боёв дивизия смогла продвинуться только на 15 км. 20.10.1944 сдала свой участок частям 175-й стрелковой дивизии и отведена на отдых и доукомплектование в местечко Нежув (16 км севернее города Радзымин). В течение ноября-декабря 1944 года — в резерве.
Дивизия была пополнена до 6500 человек, была выведена на Буго-Наревский плацдарм для дальнейших боевых действий, сменив части 71-й стрелковой дивизии, имея слева 1-ю стрелковую дивизию, справа 165-ю стрелковую дивизию
С 14.01.1945 — в наступлении в ходе Восточно-Прусской операции, наступала с плацдарма на реке Нарев вблизи города Сероцк в направлении Модлин, Плоцк, Торн в полосе шириной около 2 км. Преследуя отходящего противника, за шесть суток дивизия продвинулась на 85 км и освободила 60 крупных населённых пунктов. В ходе наступления части дивизии подошли к реке Висла в районе Рудкен, Грабово, Пзенау (30 км севернее города Бромберга), с ходу форсировали Вислу, закрепились на западном берегу, завязали бои на плацдарме. Вела тяжелейшие оборонительные бои, в том числе и с прорывающейся Торунской группировкой, участвовала в её разгроме, по отчётам дивизии только с 07 по 09.02.1945 было уничтожено до 400 человек и до 1000 человек взято в плен. Затем дивизия была выведена из боя во второй эшелон корпуса для приведения себя в порядок и отдыха, одновременно совершая марш в новый район сосредоточения, следуя за наступающими частями первого эшелона.
С 24.02.1945 участвовала в Восточно-Померанской операции, наступала на северо-запад. 08.03.1945 частью сил участвовала в освобождении города Бытув, затем, 13.03.1945 повернула на север, подошла к городу Сопот и городу и военно-морской базе Гдыня и 28.03.1945 приняла участие в освобождении города. С 29.03.1945 по 05.04.1945 части дивизии находились на отдыхе и приводили себя и матчасть в порядок в городе Гросс-Катц.
Затем совершила марш по маршруту: Гросс-Катц, Глаунберг, Штольц, Кезлин, Трептов, Грайфенберг, Плате, Наугард, Штаргард, Завес, Бабин, Клайн-Меллен, Грайфенгаген (на реке Одер), сосредоточилась 18.04.1945 года в районе Грайфенгаген, проделав путь в 450 км. Участвуя в Берлинской стратегической операции, в ночь на 23.04. 1945 года дивизия переправились вторым эшелоном на западный берег реки Одер, в ходе наступления овладела городом Гартц. Сбив противника с занимаемых рубежей и с хода форсировав канал Рандов, дивизия продолжала наступление, 30.04.1945 дивизия частью сил вошла в Нойштрелиц, 01.05.1945 частью сил приняла участие в освобождении города Варен, затем продвинулась ещё западнее, прошла через города Гольдберг 02.05.1945, Кривиц 02.05.1945, закончив на этом боевые действия и встретившись на Эльбе с 8-й пехотной дивизией США.
За время войны дивизия прошла с боями 3500 км. 16651 солдат, сержантов и офицеров были удостоены правительственных наград, 5 стали Героями Советского Союза, а 13 — полными кавалерами ордена Славы.
После окончания войны, на основании директивы Ставки Верховного Главнокомандования № 11097 от 29 мая 1945 года, дивизия в составе 96-го отдельного стрелкового корпуса вошла в Северную группу войск, до конца 1945 года находилась в Восточной Пруссии. В январе 1946 года дивизия передислоцировалась в СССР и вошла в состав Воронежского военного округа, размещалась в городах: Тамбове, Моршанске, Рассказово.
В мае 1946 года, после расформирования 96-го корпуса, дивизия была преобразована в 19-ю гвардейскую стрелковую Лозовскую Краснознамённую бригаду. В июне 1946 года бригада передислоцирована в город Воронеж, где вошла в состав 40-го гвардейского стрелкового корпуса. В сентябре 1947 года передислоцирована в город Вышний Волочёк Калининской области. 1 октября 1953 года бригада была переформирована в дивизию с присвоением прежнего наименования — 38-я гвардейская стрелковая дивизия. 5 июня 1957 года дивизия преобразована в 38-ю гвардейскую Лозовскую Краснознамённую мотострелковую дивизию.
В апреле 1967 года дивизия закончила передислокацию в город Сретенск Читинской области и вошла в состав Забайкальского военного округа. В октябре 1989 года дивизия была переформирована в 131-ю гвардейскую пулемётно-артиллерийскую дивизию. В мае 1992 года части дивизии и управление передислоцировались в пгт. Ясная Читинской области. и оставалась пулемётно-артиллерийской по август 2001 г. В августе 2001 года дивизия вновь стала мотострелковой с присвоением номера 38-я гвардейская мотострелковая дивизия. 298-й мотострелковый полк до 2007 года дислоцировался в п. Досатуй. В 2007 году передислоцирован в г. Борзя.
С июня 2009 года дивизия переформирована в 36-ю отдельную гвардейскую мотострелковую бригаду с сохранением за ней всех боевых регалий и традиций 38-й гвардейской мотострелковой дивизии.

### Дислокация дивизии за время войны
- август 1942 года: Тейково, Ивановской области.
- август-сентябрь 1942 года: район станицы Клетская, северные подступы к Сталинграду.
- сентябрь-октябрь 1942 года, северные подступы к Сталинграду, долина Сухой Мечётки.
- октябрь-декабрь 1942 года: Ртищево, Саратовской области.
- декабрь-январь 1943 года: 25 км южнее г. Богучар.
- январь-февраль 1943 года: в подвижной группе генерал-лейтенанта Попова, г. Миллерово.
- февраль-март 1943 года: в районе г. Изюм.
- март-июль 1943 года: в районе города Чугуев — Шевченково.
- июль-август 1943 года: в районе Червонный Шахтёр.
- август-сентябрь 1943 года: г. Лозовая.
- сентябрь 1943 года: станция Унеча, Курской области.
- сентябрь-январь 1944 года: г. Речица.
- январь-февраль 1944 года: станция Свобода, Курской области.
- февраль-март 1944 года: станция Свобода, Курской области.
- март-июль 1944 года: район г. Шитинь.
- июль-август 1944 года: г. Словетний (8 км западнее Бреста).
- август-октябрь 1944 года: в районе Августово (восточнее Варшавы) и в междуречье рек Висла и Бугонарев северо-восточнее Радзымина.
- октябрь-январь 1945 года: местечко Негуев (севернее 16 км г. Радзымин).
- январь 1945 года: Наревский плацдарм.
- январь-февраль 1945 года: на реке Висла (деревня Швекатово, севернее 30 км г. Бромберг).
- февраль-март 1945 года: г. Бютов.
- март 1945 года: г. Гдыня.
- март-апрель 1945 года: на реке Одер в Грахенхаген-Клан-Меллен.
- май-июнь 1945 года: на берегу озера Шверинер, город Шверин.

## Подчинение
| Подчинение      | Подчинение                                                     | Подчинение            | Подчинение                         | Подчинение |
| Дата            | Фронт (округ)                                                  | Армия                 | Корпус (группа)                    | Примечания |
| --------------- | -------------------------------------------------------------- | --------------------- | ---------------------------------- | ---------- |
| 01.08.1942 года | Московский военный округ                                       | -                     | -                                  | -          |
| 13.08.1942 года | Сталинградский фронт                                           | 1-я гвардейская армия | -                                  | -          |
| 11.09.1942 года | Сталинградский фронт                                           | 66-я армия            | -                                  | -          |
| 01.10.1942 года | Донской фронт                                                  | 24-я армия            | -                                  | -          |
| 01.11.1942 года | Резерв Ставки ВГК                                              | 4-я резервная армия   | 6-й гвардейский стрелковый корпус  | -          |
| 01.12.1942 года | Юго-Западный фронт                                             | 1-я гвардейская армия | 6-й гвардейский стрелковый корпус  | -          |
| 01.01.1943 года | Юго-Западный фронт                                             | 1-я гвардейская армия | 6-й гвардейский стрелковый корпус  | -          |
| 01.02.1943 года | Юго-Западный фронт                                             | 1-я гвардейская армия | 6-й гвардейский стрелковый корпус  | -          |
| 01.03.1943 года | Юго-Западный фронт                                             | 1-я гвардейская армия | 6-й гвардейский стрелковый корпус  | -          |
| 01.04.1943 года | Юго-Западный фронт                                             | 6-я армия             | 30-й стрелковый корпус             | -          |
| 01.05.1943 года | Юго-Западный фронт                                             | 6-я армия             | 26-й гвардейский стрелковый корпус | -          |
| 01.06.1943 года | Юго-Западный фронт                                             | 6-я армия             | -                                  | -          |
| 01.07.1943 года | Юго-Западный фронт                                             | 6-я армия             | -                                  | -          |
| 01.08.1943 года | Юго-Западный фронт                                             | 1-я гвардейская армия | 4-й гвардейский стрелковый корпус  | -          |
| 01.09.1943 года | Юго-Западный фронт                                             | 6-я армия             | 4-й гвардейский стрелковый корпус  | -          |
| 01.10.1943 года | Резерв Ставки ВГК                                              | -                     | -                                  | -          |
| 01.11.1943 года | Центральный фронт                                              | -                     | 95-й стрелковый корпус             | -          |
| 01.12.1943 года | Белорусский фронт                                              | 65-я армия            | 19-й стрелковый корпус             | -          |
| 01.01.1944 года | Белорусский фронт                                              | 65-я армия            | 95-й стрелковый корпус             | -          |
| 01.02.1944 года | Резерв Ставки ВГК (Полевое управление Северо-Западного фронта) | 70-я армия            | -                                  | -          |
| 01.03.1944 года | 2-й Белорусский фронт                                          | -                     | -                                  | -          |
| 01.04.1944 года | 2-й Белорусский фронт                                          | 70-я армия            | 96-й стрелковый корпус             | -          |
| 01.05.1944 года | 1-й Белорусский фронт                                          | 70-я армия            | 114-й стрелковый корпус            | -          |
| 01.06.1944 года | 1-й Белорусский фронт                                          | 70-я армия            | 96-й стрелковый корпус             | -          |
| 01.07.1944 года | 1-й Белорусский фронт                                          | 70-я армия            | 96-й стрелковый корпус             | -          |
| 01.08.1944 года | 1-й Белорусский фронт                                          | 70-я армия            | 96-й стрелковый корпус             | -          |
| 01.09.1944 года | 1-й Белорусский фронт                                          | 70-я армия            | 96-й стрелковый корпус             | -          |
| 01.10.1944 года | 1-й Белорусский фронт                                          | 70-я армия            | 96-й стрелковый корпус             | -          |
| 01.11.1944 года | 1-й Белорусский фронт                                          | 70-я армия            | 96-й стрелковый корпус             | -          |
| 01.12.1944 года | 2-й Белорусский фронт                                          | 70-я армия            | 96-й стрелковый корпус             | -          |
| 01.01.1945 года | 2-й Белорусский фронт                                          | 70-я армия            | 96-й стрелковый корпус             | -          |
| 01.02.1945 года | 2-й Белорусский фронт                                          | 70-я армия            | 96-й стрелковый корпус             | -          |
| 01.03.1945 года | 2-й Белорусский фронт                                          | 70-я армия            | 96-й стрелковый корпус             | -          |
| 01.04.1945 года | 2-й Белорусский фронт                                          | 70-я армия            | 96-й стрелковый корпус             | -          |
| 01.05.1945 года | 2-й Белорусский фронт                                          | 70-я армия            | 96-й стрелковый корпус             | -          |

## Состав
- 110-й гвардейский стрелковый полк
- 113-й гвардейский стрелковый полк
- 115-й гвардейский стрелковый полк
- 88-й гвардейский артиллерийский полк
- 40-й отдельный гвардейский истребительно-противотанковый дивизион
- 316-я отдельная зенитная батарея (до 25.04.1943)
- 39-я отдельная гвардейская разведывательная рота
- 43-й отдельный гвардейский сапёрный батальон
- 48-й отдельный гвардейский батальон связи
- 508-й медико-санитарный батальон
- 42-я отдельная гвардейская рота химический защиты
- 595-я (40-я) автотранспортная рота
- 628-я (35-я) полевая хлебопекарня
- 630-й (37-й) дивизионный ветеринарный лазарет
- 2155-я полевая почтовая станция
- 408-я полевая касса Госбанка[3]
- 236-я отдельная штрафная рота (в январе 1945)

В конце 1980-х годов дивизия носила наименование 38-я гвардейская мотострелковая Лозовская Краснознамённая дивизия и имела следующий состав:
- Управление, в/ч 06709 (г. Сретенск);
- 113-й гвардейский мотострелковый Новогеоргиевский Краснознамённый полк, в/ч 61605 (п. Досатуй);
- 115-й гвардейский мотострелковый Краснознамённый полк, в/ч 35662 (г. Сретенск);
- 408-й гвардейский мотострелковый Брестский Краснознамённый, ордена Суворова полк, в/ч 18939 (с. Нерчинский Завод);
- 279-й танковый Барвенковский Краснознамённый, орденов Кутузова и Александра Невского полк, в/ч 73437 (п. Оловянная);
- 88-й гвардейский самоходно-артиллерийский Гдынский Краснознамённый полк, в/ч 35686 (п. Оловянная);
- 1166-й зенитный артиллерийский полк, в/ч 77029 (г. Сретенск);
- 77-й отдельный ракетный дивизион, в/ч 52503 (г. Сретенск)
- 1314-й отдельный противотанковый дивизион, в/ч 42374 (г. Сретенск);
- 110-й отдельный разведывательный батальон, в/ч 48388 (г. Сретенск);
- 190-й отдельный гвардейский инженерно-сапёрный батальон, в/ч 83478 (г. Сретенск);
- 500-й отдельный гвардейский батальон связи, в/ч 65571 (г. Сретенск);
- 305-я отдельная рота химической защиты, в/ч 44631 (г. Сретенск);
- 282-й отдельный ремонтно-восстановительный батальон, в/ч 44636 (г. Сретенск);
- 115-й отдельный медицинский батальон, в/ч 35691 (г. Сретенск);
- 1164-й отдельный батальон материального обеспечения, в/ч 93252 (г. Сретенск);
- ОВКР, в/ч 44376 (г. Сретенск)[6]

## Командование дивизии

### Командиры
- Онуфриев, Александр Алексеевич (06.08.1942 — 25.02.1943), полковник, с 27.11.1942 генерал-майор (погиб 25.02.1943, похоронен в селе Червоный Донец Харьковской области)
- Есин, Иван Никитович[англ.] (03.03.1943 — 10.03.1943), полковник
- Щербаков, Пётр Мелентьевич (25.03.1943 — 30.03.1943), полковник
- Соловьёв, Георгий Матвеевич (31.03.1943 — 10.10.1944), полковник, с 20.12.1943 генерал-майор
- Абдуллаев, Юсиф Мирза оглы (18.10.1944 — 20.04.1945), полковник
- Соловьёв, Георгий Матвеевич (21.04.1945 — 02.1951), генерал-майор[7]
- Кириллов, Иосиф Константинович (12.02.1951 — 01.10.1954), генерал-майор[8]
- Щур, Андрей Константинович (01.11.1954 — 05.12.1958), генерал-майор
- Шабельный, Николай Николаевич (20.12.1958 — 10.12.1961), полковник, с 7.05.1960 генерал-майор
- Бородаев, Алексей Стефанович (19.12.1961 — 10.05.1968), полковник, с 7.05.1966 генерал-майор
- Калинин, Гавриил Григорьевич (05.07.1968 — 01.11.1973), полковник, с 22.02.1971 генерал-майор
- Буслаев, Борис Алексеевич (06.12.1973 — 20.02.1975), полковник, с 25.04.1975 генерал-майор
- Власюк, Виктор Дмитриевич (4.03.1975 — 10.06.1978), полковник, с 14.02.1977 генерал-майор
- Савенков, Юрий Михайлович (17.07.1978 — 10.06.1980, полковник
- Заднеев, Алексей Михайлович (0.07.1980 — 07.01.1981), полковник
- Иодко, Адам Адамович (21.01.1981 — 08.07.1986), полковник, генерал-майор
- Писчиков, Геннадий Александрович (28.10.1986 — 11.08.1989), полковник, генерал-майор
- Колягин, Юрий Николаевич (11.08.1989 — 22.06.1991), полковник
- Зайцев, Анатолий Иннокентьевич (24.06.1991 — 03.03.1994), генерал-майор
- Пименов Юрий Иванович (06.05.1994 — 17.05.1996), генерал-майор
- Кравченко, Юрий Евгеньевич (06.12.1996 — 15.07.1998), генерал-майор
- Колотило, Виктор Григорьевич (21.09.1998 — 28.06.2001), генерал-майор
- Третьяк, Андрей Витальевич (06.07.2001 — 22.06.2002), полковник
- Чепусов, Сергей Иванович (22.06.2002 — 22.07.2003), полковник
- Переслегин, Николай Николаевич (22.07.2003 — 07.08.2005), генерал-майор
- Цилько, Владимир Генрихович (07.08.2005 — 03.03.2007), генерал-майор
- Устинов, Владимир Алексеевич (с 26.06.2007), генерал-майор

## Награды и почётные наименования
| Награда (наименование)            | Дата                                                                           | За что награждена |
| --------------------------------- | ------------------------------------------------------------------------------ | --- |
| Почётное звание «Гвардейская»     | присвоено приказом Народного комиссара обороны СССР от 2 августа 1942 года     | при преобразовании 4-го воздушно-десантного корпуса в 38-ю гвардейскую стрелковую дивизию |
| Почётное наименование «Лозовская» | присвоено приказом Верховного главнокомандующего № 23 от 23 сентября 1943 года | в ознаменовании достигнутых успехов, за образцы боевой выучки и умение маневрировать (в боях за освобождение от немецких захватчиков городов Ново-Московск, Синельниково, Лозовая и Павлоград) |
| Орден Красного Знамени            | награждена указом Президиума Верховного Совета СССР от 9 августа 1944 года     | образцовое выполнение заданий командования в боях при прорыве обороны немцев западнее Ковель и проявленные при этом доблесть и мужество                                                        |

Награды частей дивизии:
- 110-й гвардейский стрелковый Брестский[11] Краснознамённый[12] ордена Суворова[13] полк
- 113-й гвардейский стрелковый Краснознамённый[14] полк
- 115-й гвардейский стрелковый Краснознамённый[13] полк
- 88-й гвардейский артиллерийский Гдынский[15] Краснознамённый[14] полк
- 40-й отдельный гвардейский истребительно-противотанковый Торунский[16] Прикарпатский[17] ордена Богдана Хмельницкого (II степени)[18]дивизион
- 43-й отдельный гвардейский сапёрный Гдынский[15] батальон
- 48-й отдельный гвардейский Гдынский[15] батальон связи

## Отличившиеся воины дивизии
- Апальков, Михаил Петрович, гвардии рядовой, разведчик 110 гвардейского стрелкового полка
- Бураков, Фома Алексеевич, гвардии старший сержант, командир отделения 43 отдельного гвардейского сапёрного батальона
- Власов, Николай Иванович, гвардии рядовой, разведчик взвода пешей разведки 110 гвардейского стрелкового полка
- Глущенко, Пётр Ефимович, гвардии рядовой, разведчик 115 гвардейского стрелкового полка
- Голобородов, Виктор Григорьевич, гвардии старший сержант, командир отделения разведки 113 гвардейского стрелкового полка
- Емельянов, Тарас Фёдорович, гвардии старший сержант, командир отделения взвода пешей разведки 115 гвардейского стрелкового полка
- Имашев, Каиргазы, командир отделения разведки 110-го гвардейского стрелкового полка, гвардии старший сержант. Награждён: 18.09.1944 года за разведку 25.08.1944 года в районе польского населённого пункта Воля Раштовска орденом 3-й степени, 25.10.1944 года за бой 11.10.1944 года в районе польского населённого пункта Непорент, расположенного в 17 км севернее Варшавы орденом 2-й степени, 29.06.1945 года за бой 15.03.1945 года форсировании реки Брис-Флис у населённого пункта Сварнигац орденом 1-й степени
- Клименко, Сергей Васильевич, (1925—1945), пулемётчик 113-го гвардейского стрелкового полка, гвардии рядовой. Герой Советского Союза (посмертно). Награждён 10.04.1945 года за бои 18—19.08.1944 за населённый пункт Ситка (Польша). (участвовал в отражении 7 контратак противника, будучи раненым, продолжал сражаться. Погиб в бою)
- Ковалёв, Пётр Илларионович, помощник командира взвода пешей разведки 110-го гвардии стрелкового полка, гвардии старшина. Награждён: 05.09.1944 года за разведку 22.08.1944 года близ населённого пункта Рощеп (10 км северо-восточнее г. Воломин, Польша) орденом 3-й степени, 09.12.1944 года за разведку 27.10.1944 года у населённого пункта Коморница (10 км севернее г. Легьоново, Польша), орденом 2-й степени, 24.03.1945 года за бой 14.01.1945 за расширение плацдарма (6 км юго-восточнее г. Насельск, Польша) орденом 1-й степени
- Криворучко, Григорий Лукич, гвардии рядовой, сапёр сапёрного взвода 113-го гвардейского стрелкового полка
- Логинов, Владимир Иванович, командир роты 110-го гвардейского стрелкового полка, гвардии старший лейтенант. Герой Советского Союза
- Маресева, Зинаида Ивановна, (20.06.1923 — 06.08.1943), гвардии старший сержант медицинской службы, санинструктор санитарного взвода. Герой Советского Союза (посмертно). Награждена 22.02.1944 года за отвагу и мужество, проявленные при форсировании реки Северный Донец. 06.08.1943 скончалась в госпитале от ран.
- Митрохов, Василий Кузьмич, командир отделения пулемётной роты 113-го гвардейского стрелкового полка, гвардии старший сержант.
- Недыбин, Иван Михайлович На момент смерти в бою 30 января 1945 года — гвардии рядовой, командир отделения пешей фронтовой разведки.
- Нехорошков, Владимир Григорьевич, гвардии сержант, помощник командира взвода пешей разведки 110 гвардейского стрелкового полка
- Овчинников, Владимир Сергеевич, заместитель командира 113-го гвардейского стрелкового полка, гвардии майор. Герой Советского Союза (посмертно). Награждён 31.03.1942 года за бои января 1943 года в районе Миллерово
- Парфилов, Павел Васильевич, гвардии лейтенант, командир взвода противотанковых ружей 110-го гвардейского стрелкового полка
- Решетов, Николай Афанасьевич, гвардии сержант, командир отделения 43 отдельного гвардейского сапёрного батальона
- Филаретов, Виктор Тимофеевич, гвардии рядовой, разведчик взвода пешей разведки 110 гвардейского стрелкового полка.
- Хаев, Георгий Матвеевич, командир отделения 39-й отдельной гвардейской разведывательной роты, гвардии старший сержант. Награждён: 21.06.1944 года за разведку 22.03.1944 года в районе узла дорог Брест — Ковель и Кобрин — Малорита (Брестская область Белоруссии) орденом 3-й степени, 29.08.1944 года за разведку в тылу врага с 04 по 21.07.1944 года в районе населённых пунктов Кортилисы, Мокраны орденом 2-й степени, 24.03.1945 года за бой 17.01.1945 за глубокую разведку в районе населённого пункта Езерка (20 км северо-западнее города Сероцк, Польша) орденом 1-й степени
- Халимбетов, Жолдасбай, гвардии младший сержант, командир отделения 113 гвардейского стрелкового полка
- В мае 1945 командир дивизии гвардии генерал-майор Георгий Матвеевич Соловьёв награждён американской наградой «Легион почёта» степени офицера, заместитель командира дивизии по строевой части гвардии полковник Илларион Савельевич Лавринов, начальник политотдела дивизии гвардии подполковник Василий Александрович Потёмин, заместитель командира дивизии по тылу гвардии подполковник Иван Захарович Морозов, командующий артиллерией дивизии гвардии подполковник Михаил Ульянович Чернышёв и начальник штаба дивизии гвардии подполковник Александр Владимирович Стратоницкий награждены степенью легионера[19].